# Ocnogyna boeticum

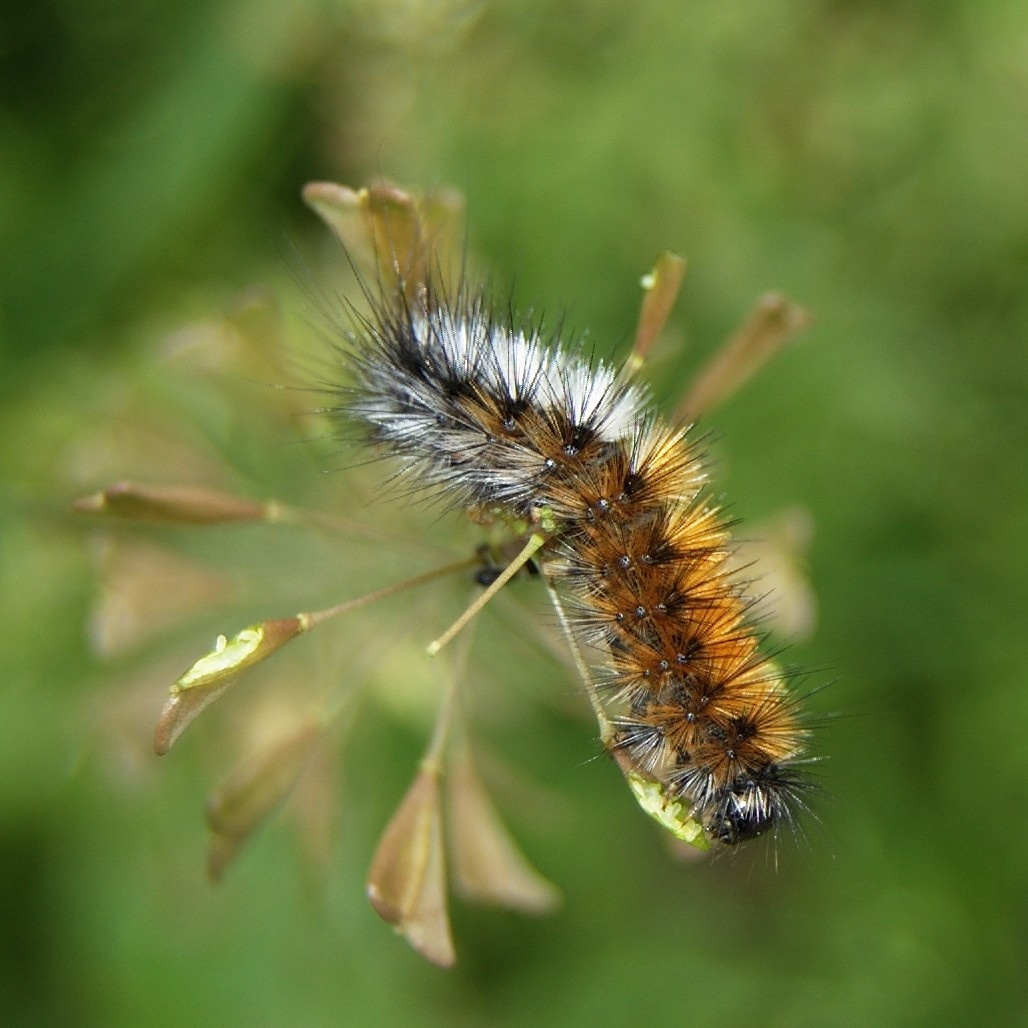
Ausgewachsene Raupe

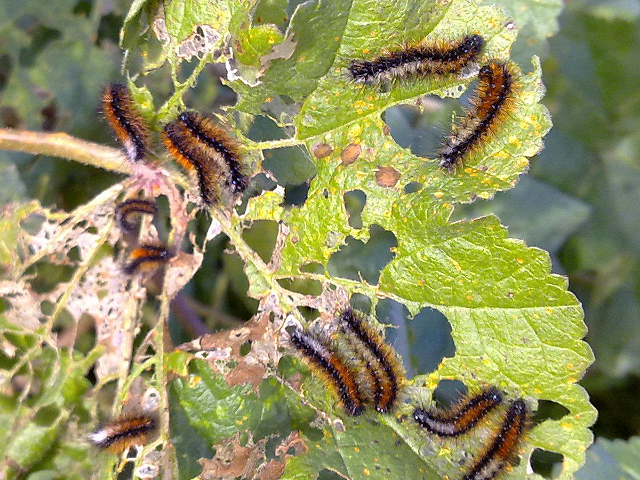
Gesellig lebende, halberwachsene Raupen

Ocnogyna boeticum, früher auch Ocnogyna baetica oder Trichosoma boetica geschrieben, ist ein Schmetterling (Nachtfalter) aus der Unterfamilie der Bärenspinner (Arctiinae).

## Merkmale

### Falter
Die Falter besitzen eine Flügelspannweite von 20 bis 29 Millimetern bei den Männchen. Ihre Vorderflügeloberseite hat eine schwarze Grundfarbe, von der sich eine cremeweiße, zuweilen leicht rosa oder gelblich überstäubte Binden- bzw. Gitterzeichnung abhebt. Die Fransenschuppen sind weißlich. Die Hinterflügeloberseite ist ebenfalls schwarz und mit einer gezackten, cremefarbenen Binde in der Postdiskalregion versehen. Basalregion ist ebenfalls cremefarben. Die Unterseiten sämtlicher Flügel bilden die Farben und Muster der Oberseiten in etwas abgeschwächter Intensität ab. Zwischen den beiden Geschlechtern besteht ein starker Sexualdimorphismus. Die Flügel der Weibchen sind zu kleinen Stummeln reduziert. Sie sind dadurch flugunfähig. Ihr Körper erreicht eine Länge von 8 bis 15 Millimetern. Thorax und Abdomen sind stark wollig graubraun behaart. Die Fühler der Männchen sind beidseitig lang bewimpert, diejenigen der Weibchen sind fadenförmig und leicht sägezähnig.

### Raupe
Die Raupen sind stark behaart und auf jedem Segment mit graubraunen Warzen versehen. Junge Tiere haben eine schwärzliche Farbe und eine dichte rotbraune Behaarung. Bei ausgewachsenen Raupen ist die Behaarung des Vorderteils rötlich, die des Hinterteils graubraun oder weiß und an den Seiten weißlich. Zuweilen erscheinen auch nahezu einfarbig rotbraun gefärbte Exemplare.

## Verbreitung und Vorkommen
Die Art ist in Nordafrika, auf der Iberischen Halbinsel, Sizilien und in Mittelitalien verbreitet. Sie bewohnt bevorzugt sonnige, küstennahe Bereiche bis in mittlere Gebirgslagen.

## Lebensweise
Die Hauptflugzeit der in einer Generation fliegenden Falter umfasst die Monate November und Dezember, im Norden ihres Verbreitungsgebietes auch den Januar und Februar. Nach der Begattung legen die Weibchen die Eier in großer Anzahl an Steinen oder niedriger Vegetation ab. Die Jungraupen leben zunächst gesellig in gesponnenen Nestern. Ausgewachsene Raupen leben einzeln. Aufgrund der späten Flugzeit der Falter sowie der Eigenart der Raupen, im Jugendstadium Gespinste anzulegen, wird die Art im englischen Sprachgebrauch zuweilen als Winter Webworm (Winter Gespinstwurm) bezeichnet. Die Raupe ernährt sich polyphag. Hauptnahrungspflanzen sind die Blätter von Hülsenfrüchtlern (Leguminosen), beispielsweise Esparsetten (Onobrychis), Süßklee (Hedysarum) oder Klee (Trifolium) sowie verschiedene Gräser. Die Raupen sind oftmals zu einem hohen Prozentsatz von Parasiten befallen. Untersuchungen in Spanien ergaben einen Befall von rund 40 %, wobei u. a. Gymnophryxe carthaginiensis  sowie im Besonderen Tryphera lugubris zu nennen sind. Die Verpuppung erfolgt in einem Kokon in der Erde. Die Art überwintert im Eistadium.